# Zanzibar (miasto)

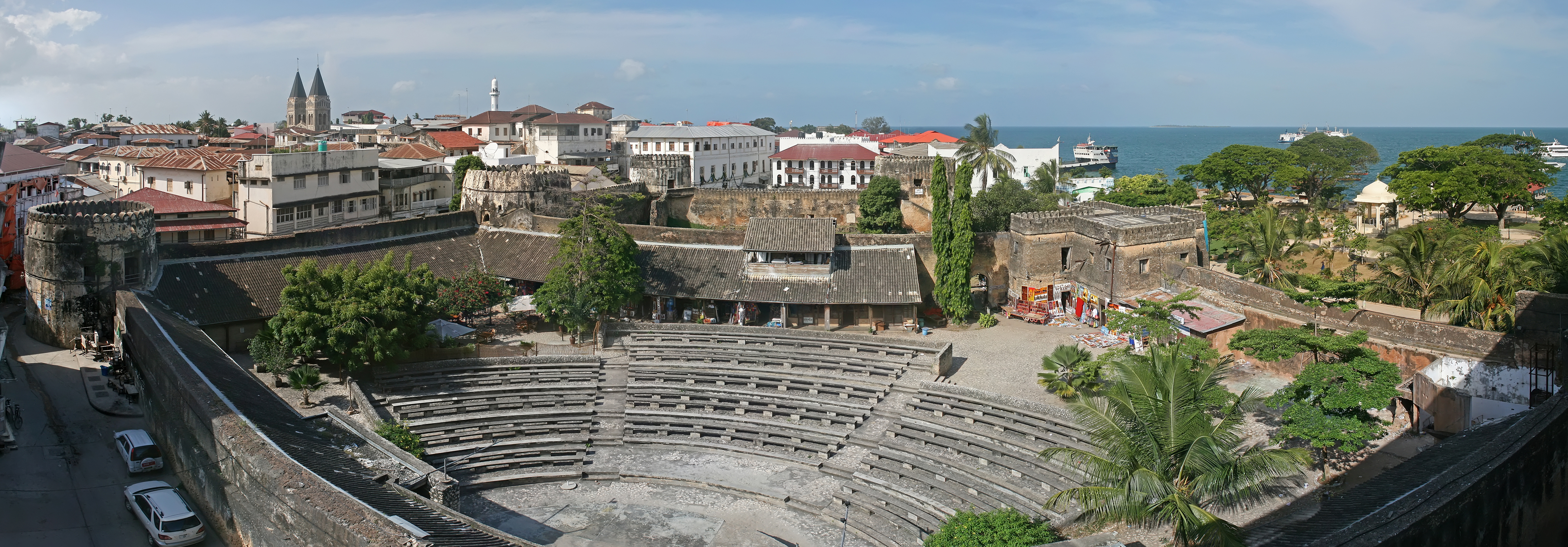
Panorama Kamiennego Miasta

Zanzibar – miasto w Tanzanii, na wyspie Zanzibar, nad Kanałem Zanzibarskim (Ocean Indyjski). Siedziba regionu Zanzibar Zachodni i stolica autonomii Zanzibar. Zanzibar jest trzecim pod względem wielkości miastem kraju, liczącym 495 074 mieszkańców (2010). Historyczne centrum miasta – Kamienne Miasto – zostało wpisane na listę światowego dziedzictwa UNESCO.
W mieście rozwinął się przemysł maszynowy, metalowy, spożywczy, włókienniczy oraz skórzano-obuwniczy. Ponadto w mieście rozwinęło się rzemiosło oraz rybołówstwo.